# Petrogale mareeba
Il wallaby delle rocce di Mareeba (Petrogale mareeba Eldridge e Close, 1992) è una specie di wallaby delle rocce diffusa nel Queensland nord-orientale (Australia). Appartiene a un gruppo di sette specie molto simili tra loro; tra esse vi sono anche il wallaby delle rocce di Capo York (P. coenensis), quello disadorno (P. inornata) e quello alleato (P. assimilis).
È diffuso sugli altopiani a ovest di Cairns, da Mount Garnet fino al Fiume Mitchell e a Mount Carbine, spingendosi all'interno fino a Mungana.